# Warszawaupproren
Warszawaupproren var två uppror i Warszawa mot de tyska ockupanterna under andra världskriget.

## Upproret i Warszawas getto 1943
Warszawas getto inrättades den 16 oktober 1940, och från sommaren 1942 deporterades dess invånare till förintelselägren.  I april 1943 ämnade SS helt tömma gettot, men då revolterade judarna. Under en månads tid förmådde man försvara sig, innan tyskarna kväste upproret.

## Warszawaupproret 1944
Sommaren 1944 tågade Röda armén mot Warszawa och den 1 augusti revolterade den polska hemmafrontens armé mot de tyska ockupanterna. Röda armén hejdade sig dock strax öster om Warszawa så att tyskarna efter drygt två månader kunde slå ner upproret.